# Banco Internacional de Inversiones
El Banco Internacional de Inversiones (IIB por sus siglas en inglés) es un banco de desarrollo multilateral establecido en 1970 para promover el desarrollo económico de sus países miembros y la cooperación entre ellos. El IIB lleva a cabo sus actividades basándose en el acuerdo intergubernamental que lo establece y su documento fundacional, registrados en la Secretaría de Naciones Unidas. La sede se encuentra en Moscú, Rusia. La oficina regional europea está en Bratislava, Eslovaquia.

## Misión
La misión del IIB es promover el desarrollo social y económico, la prosperidad de la población y la cooperación económica entre sus países miembros, enfocándose en apoyar a las pequeñas y medianas empresas (pymes). El IIB concede créditos principalmente a través de las mayores instituciones financieras nacionales, bancos de desarrollo y bancos y agencias de importación-exportación. También participa en cofinanciaciones y créditos sindicados con otras instituciones financieras nacionales e internacionales. Ofrece diferentes productos:
- financiación intermedia a través de instituciones financieras seleccionadas,
- financiación de proyectos y del comercio,
- productos documentales,
- inversiones en acciones, e
- inversiones en fondos.

## Estados miembros
- Cuba
- Mongolia
- Rusia
- Vietnam

El IIB está abierto a nuevos miembros que compartan sus objetivos y su visión. Sus documentos estatutarios permiten la admisión como miembros tanto de estados soberanos como de organizaciones internacionales.

## Administración
En el día a día el Banco está dirigido por la junta (board) del IIB. El presidente de la junta es Nikolay Kosov (nombrado en septiembre de 2012). Como institución financiera internacional, el banco es estratégicamente guiado y supervisado por el consejo del IIB, su más alto cuerpo de gobierno. En el consejo cada Estado miembro, representado por un funcionario de alto nivel, tiene un voto, sin tener en cuenta las diferentes participaciones de los países en el capital.

## Capital
El capital autorizado del IIB es 1,3 millardos de euros (€).
El capital pagadero asciende a 313 millones de €.

## Calificaciones crediticias
- Moody's: Baa1
- Fitch: BBB
- Dagong: Un
- S&P Global Ratings: BBB

## Historia
El acuerdo de establecimiento del IIB fue firmado por sus países miembros el 10 de julio de 1970 y registrado en la Secretaría de la ONU con el número 11417. El Banco empezó sus actividades el 1 de enero de 1971. Cuando se fundó sus países miembros eran Bulgaria, Hungría, la República Democrática Alemana, Mongolia, Polonia, Rumanía, la URSS y Checoslovaquia.
El objetivo clave del IIB en ese período era conceder créditos a medio y largo plazo para poner en práctica proyectos y programas de desarrollo promovidos por varios de sus miembros, además de proporcionar financiación para construir instalaciones que contribuyeran al desarrollo de sus economías nacionales. Durante la fase 'soviética' de su historia, el IIB financió proyectos de inversión por más de 7 millardos de €.
Con la desintegración del bloque socialista, el IIB perdió en gran parte su propósito y quedó estancado durante casi dos décadas. En 1991 la República Democrática Alemana (RDA), cuando dejó de existir como Estado (por la reunificación alemana), canceló su membresía. En 2000, Polonia y Hungría declararon sus intenciones de dejar de ser miembros (Hungría se reincorporó en mayo de 2015).
En 2012 llegó al IIB un nuevo equipo gestor, que recibió un mandato de los accionistas para empezar la compleja reforma del banco.
En 2014, por primera vez en su historia, el IIB entró en los mercados de capitales. En el momento actual ha emitido bonos en Rusia, Eslovaquia y Rumanía. En abril de 2015 abrió su primera oficina regional europea en Bratislava, Eslovaquia.